# Europameisterschaften 1929
Als Europameisterschaft 1929 oder EM 1929 bezeichnet man folgende Europameisterschaften, die im Jahr 1929 stattfanden:
- Bob-Europameisterschaft 1929
- Cadre-45/2-Europameisterschaft 1929
- Eishockey-Europameisterschaft 1929
- Eiskunstlauf-Europameisterschaft 1929
- Motorrad-Europameisterschaft 1929
- Ringer-Europameisterschaften 1929
- Ruder-Europameisterschaften 1929